# Алфонсо VIII
Алфонсо VIII Кастилски (на испански: Alfonso VIII de Castilla) или Алфонсо VIII Благородния(на испански: Alfonso VIII el Noble; * 11 ноември 1155, Сория; † 6 октомври 1214, Гутиере-Муньос) e крал на Кастилия от 1158 до 1214 година.

## Произход. Борба за престола
Той е единствен син на Санчо III Кастилски и Бланш Наварска.
Алфонсо загубва баща си на тригодишна възраст. По този начин встъпването му на престола е начало на борбата за регентство между знатните родове на Кастилия. Основни претенденти са родовете Лара и Кастро, а така също чичото на Алфонсо, Фернандо II Леонски. През март 1160 година привържениците на Лара и Кастро влизат в битка при Лобрегал и победители са Кастро. На възраст около петнадесет години Алфонсо вече реално взема властта.

## Управление
Неговото управление (повече от 56 години) е най-продължителното в историята на Кралство Кастилия, а после и за Кралство Испания.

### Брак с Елинор Плантагенет
През 1176 година Алфонсо VIII се жени за Елинор Плантагенет, дъщеря на Хенри II Плантагенет и Елеонор Аквитанска, като за нейна зестра е определена Гаскония. Елинор ражда на Алфонсо VIII дванадесет деца.

### Войни
Голяма част от управлението си Алфонсо прекарва в борби с различни испански държави. През 1186 г. присъединява към Кастилия част от Риоха, по-рано принадлежала на Кралство Навара. Старае се да привлече на своя страна Англия, Франция и Германия, но всички държави на Пиренейския полуостров образуват съюз против него и от пълно поражение го спасява интердикт, наложен от папата на кралствата Леон и Португалия.

#### Битката при Лас Навас де Толоса
В края на управлението си сключва съюз с другите испански кралства и нанася на маврите голямо поражение в битката при Лас Навас де Толоса, което окончателно сломява тяхното могъщество (1212).
През септември 1211 година Алфонсо VIII Кастилски призовава васалите към нов поход. През следващата 1212 година, испанските епископи се домогват от папа Инокентий III да направи официален призив за кръстоносен поход. Папата под страх от отлъчване, предупреждава всички крале на полуострова за необходимостта да поддържат кастилците с меч в ръка. През юни 1212 година в Толедо се събира обединената армия на испанците, португалците и немного френски рицари. Сам Алфонсо VІІІ оценява силите на кастилската войска на 2000 рицари, 10 000 конници и 50 000 пехотинци; c броя на съюзниците, числеността се увеличава двойно. Числеността на противостоящата армия на халифа Мухамад Ал-Насир според испански източници се оценява на 600 000 воини. Предвид ограниченията от гледна точка логистика, характерни за епохата числеността и на двете армии е вероятно силно преувеличена. В битката се отличава Санчо VII Наварски, крал на Навара.

### Смърт
Алфонсо VIII умира през 1214 г. на 58-годишна възраст. Погребане в Бургос, Испания. На престола е наследен от дъщеря си Беренгела I Кастилска.

## Деца
1. Беренгела I Кастилска (1180 – 1246), кралица на Кастилия
2. Санчо (* 1181)
3. Санча (1182 – 1184)
4. Урака (1186 – 1220) съпруга на Алфонсо II Португалски.
5. Бланш Кастилска (1188 – 1252), съпруга на Луи VIII, крал на Франция.
6. Фердинанд (1189 – 1211)
7. Мафалда (1191 – 1204)
8. Енрике (1192 – края на 1190-те)
9. Констанса (1196 – края на 1190-те)
10. Елеонора (1202 – 1244) брак с Хайме I Арагонски.
11. Енрике I (1204 – 1217), наследник на Алфонсо VIII на кралския престол на Кастилия.
12. Констанс († 1243)

## В литературата
- Алфонсо VIII е герой от романа на Лион Фойхтвангер „Испанска балада“ (в оригинал „Еврейката от Толедо“ – „Die Jüdin von Toledo“)
- Преданието за любовта на Алфонсо към Ермоса, дъщерята на кралския ковчежник евреина Ибн Езра е претворена в произведение на Лопе де Вега.

## Картини
- Алфонсо VIII (в центъра) и кралица Елинор Плантагенет
- Битката при Лас Навас де Tолоса, маслени бои Ф. П. Ван Хален (XIX век), експозиция – Палата на сената в Mадрид